# Nuhne

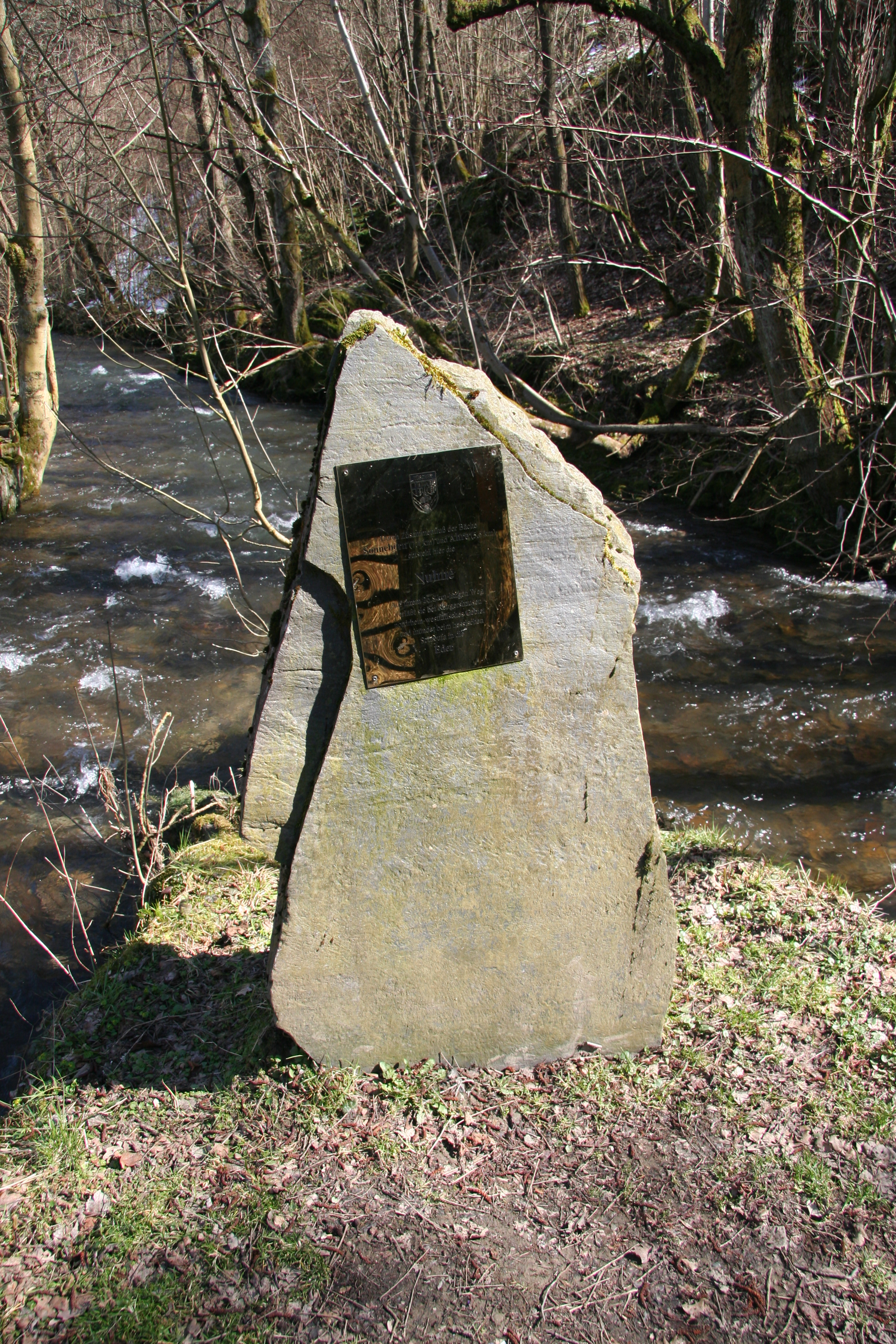
Markierungsstein am Nuhneursprung in Züschen

Die Nuhne ist ein ab Nuhneursprung 29,15 km, aber zusammen mit ihrem Quellbach Sonneborn 36,4 km langer, westlicher und orographisch linker Nebenfluss der Eder in Nordrhein-Westfalen und Hessen (Deutschland).

## Name
Der Fluss wurde 1453 als None erstmals urkundlich erwähnt. Der Name könnte mit dem urindogermanischen Verb **(s)neh2- für 'baden, schwimmen' in Verbindung stehen.

## Verlauf
Die Nuhne entsteht im Rothaargebirge in Züschen, einem südlichen Stadtteil von Winterberg, durch den auf 463 m ü. NHN gelegenen Zusammenfluss ihrer beiden Quellbäche – Sonneborn und Ahre. Dort steht ein Markierungsstein.
Von dort fließt die Nuhne entlang der Bundesstraße 236 in südöstlicher Richtung durch den Naturpark Sauerland-Rothaargebirge, zum Beispiel nördlich vorbei am Heidekopf (703,8 m). Nach Verlassen des Gebirges, wonach sie ab Hallenberg ein Stück durch den Südteil der Medebacher Bucht fließt, bildet sie zwischen den hessischen Orten Somplar (östlicher Ortsteil von Allendorf (Eder)) und Rengershausen (nordwestlicher Ortsteil von Frankenberg) einen Teil der westfälisch-hessischen Landesgrenze, wonach sie den Naturpark verlässt. Danach verläuft der Fluss südostwärts durch den Naturraum Waldstruth.
Einige Kilometer südöstlich von Rengershausen erreicht die Nuhne das hessische Schreufa (nördlicher Ortsteil von Frankenberg), wonach sie nach Unterqueren der Unteren Edertalbahn beim Ederflusskilometer 86,75 aus Richtung Nordwesten kommend auf 265 m Höhe in den Fulda-Zufluss Eder mündet.

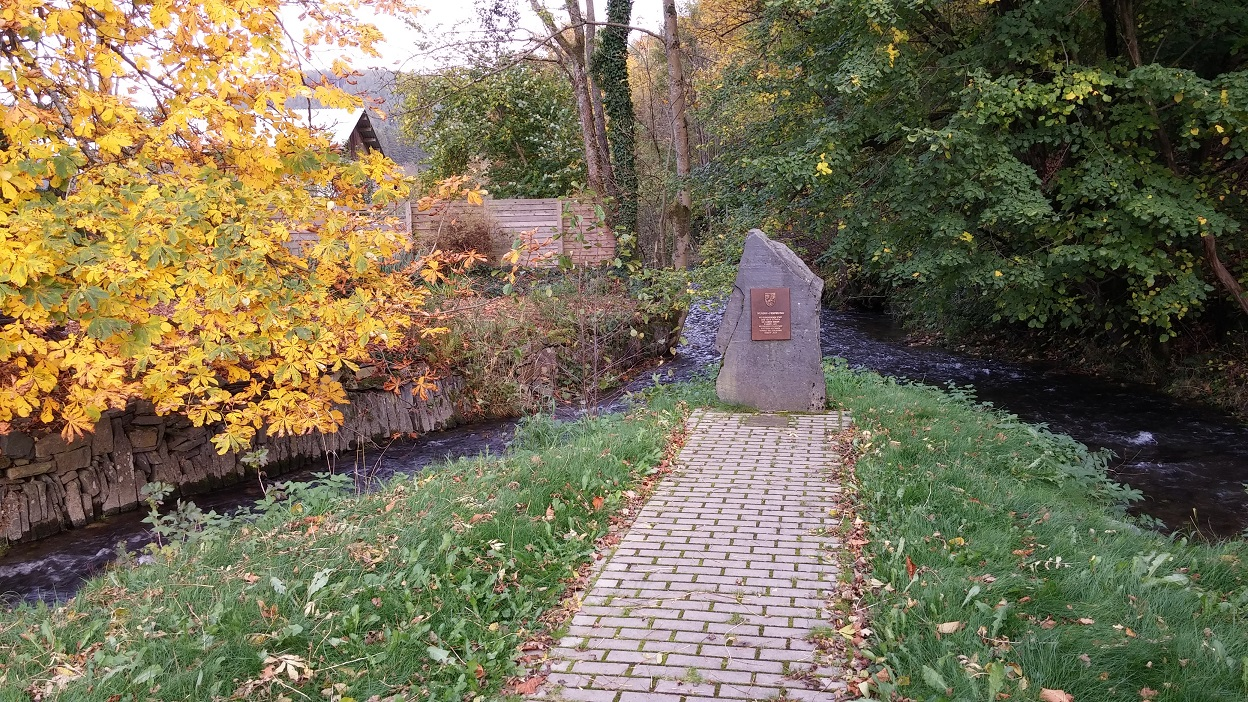
Züschen. Stein am Ursprung der Nuhne

## Markierungsstein in Züschen
Am Zusammenfluss von Sonneborn und Ahre zur Nuhne in Züschen steht ein Markierungsstein mit Metalltafel, deren unter dem Züschener Wappen befindlichen Inschrift dies zu entnehmen ist:

„Durch Zusammenfluß der Bäche Sonneborn (7,4 km) und Ahre (5,5 km) entsteht hier die Nuhne. Auf ihrem 26,8 km langen Weg verlässt sie bei Rengershausen nordrhein-westfälisches Gebiet und mündet beim hessischen Schreufa in die Eder.“

## Einzugsgebiet und Zuflüsse
Zu den Nuhne-Zuflüssen, deren Einzugsgebiet 156,888 km² umfasst, gehören mit orographischer Zuordnung (l = linksseitig, r = rechtsseitig), Gewässerlänge und Mündungsort mit Nuhneflusskilometer (flussabwärts betrachtet):
Quellbäche:
- Sonneborn – linker, 7,8 km langer Nuhne-Quellbach
- Ahre – rechter, 5,4 km langer Nuhne-Quellbach

Zuflüsse:
- Brembach (l; 2 km), in Züschen (nahe km 28,2)
- Kälberbach (l; ca. 0,6 km), in Züschen (nahe km 27,95)
- Wilsbach (r; ca. 0,6 km), unterhalb Züschen (km 26,95)
- Bäche (r; 4,7 km), unterhalb Züschen (km 26,5)
- Langenbach (r; 2,95 km), unterhalb Züschen (km 25,4)
- Stimmbach (r; 1,45 km), unterhalb Züschen (km 24,95)
- Liese (l; 7,1 km), Ortseingang Hallenberg (nahe Liesen an der Liese) (km 23,1)
- Heidebach (r; 1,75 km), in Hallenberg (km 22,5)
- Weife (r; 6,5 km), in Hallenberg (km 20,75)
- Lehmbach (l; 1,95 km), in Hallenberg (km 20,05)
- Dudenbach (r; 1,55 km), oberhalb Somplar (km 18)
- Somplarer Bach (r; 3,1 km), bei Somplar (km 17,05)
- Dreisbach (l; 4,65 km), fließt in einen Nuhne-Mühlengraben, der unterhalb Somplar in die Nuhne mündet (km 15,1)
- Nägelsbach (l; 1 km), fließt in denselben Mühlengraben, der unterhalb Somplar in die Nuhne mündet (km 15,1)
- Wehlenbach (l; 5,45 km), unterhalb Somplar (nahe Braunshausen am Wehlenbach) (km 15,0)
- Lange(n)bach (l; 2 km), unterhalb Somplar (nahe Braunshausen am Wehlenbach) (km 14,9)
- Olfe (oder Ölfe) (l; 11,65 km), unterhalb Rengershausen (km 10,6)
- Rüsselbach (r; 1,65 km), unterhalb Rengershausen (km 10,1)
- Grisselbach (r; 2,1 km), unterhalb Rengershausen (km 7,85)
- Knappbach (r; 1,4 km), unterhalb Rengershausen (km 6,85)
- Brückebach (l; 4,4 km), fließt in einen Nuhne-Mühlengraben, der oberhalb Schreufa in die Nuhne mündet (ca. km 4,9)
- (nördlicher) Eichelbach (l; 1,7 km), oberhalb Schreufa
- (südlicher) Eichelbach (l; 1,4 km), oberhalb Schreufa
- Nienze (r; 6,6 km), direkt oberhalb Schreufa (km 2,15)

## Ortschaften
Ortschaften an der Nuhne sind (flussabwärts betrachtet):
- Züschen (Stadtteil von Winterberg)
- Hallenberg
- Somplar (Gemeindeteil von Bromskirchen)
- Rengershausen (Ortsteil von Frankenberg)
- Schreufa (Stadtteil von Frankenberg)